# Wojciech Wiechno
Wojciech Bolesław Wiechno (ur. 1914, zm. 8 stycznia 2004) – polski lekarz chirurg, działacz państwowy i partyjny, w latach 1945–1947 przewodniczący Pomorskiej Wojewódzkiej Rady Narodowej w Bydgoszczy, Sprawiedliwy wśród Narodów Świata.

## Życiorys
Syn Stanisława. W 1938 ukończył studia medyczne, specjalizował się w zakresie chirurgii. Uzyskał także tytuł profesorski. Podczas II wojny światowej pracował w szpitalu św. Rocha w Warszawie, regularnie udzielając pomocy Żydom uciekającym z getta warszawskiego, przyjmując ich jako pacjentów (m.in. prowadząc operacje plastyczne usuwające cechy charakterystyczne) i znajdując dla nich schronienie po aryjskiej stronie. W okresie powstania warszawskiego działał pod pseudonimem „Bakcyl” w Sanitariacie Okręgu Warszawa Armii Krajowej jako komendant szpitala św. Rocha. Pracował także w Szpitalu Wolskim, następnie po upadku powstania ewakuowany do Pszczelina pod Brwinowem wraz z częścią personelu.
Po wojnie wstąpił do Polskiej Partii Robotniczej. Z jej ramienia zasiadał w Pomorskiej Wojewódzkiej Radzie Narodowej w Bydgoszczy, pełnił funkcję jej przewodniczącego od 29 marca 1945 do lipca 1947. Był także wiceprzewodniczącym wojewódzkiej komisji lokalowej. Wykonywał zawód lekarza. Według jednego ze źródeł do 1947 był członkiem Krajowej Rady Narodowej, jednak zrezygnował z mandatu. Podczas wojny koreańskiej został wicedyrektorem Szpitala Polskiego Czerwonego Krzyża w Hŭich’ŏn. Później do 1980 był ordynatorem oddziału chirurgii ogólnej Szpitala Bielańskiego w Warszawie.
Był żonaty z lekarką Marią z domu Żandr, zastrzeloną przez Niemców w pierwszych dniach powstania warszawskiego. Jego córką była psycholog i samorządowiec Olga Johann.

## Odznaczenia
W 1984 otrzymał tytuł Sprawiedliwy wśród Narodów Świata za działania w okresie II wojny światowej. W 1954 odznaczony Krzyżem Komandorskim Orderu Odrodzenia Polski ofiarną pracę w służbie zdrowia odznaczeni zostają następujący pracownicy Szpitala Polskiego Czerwonego Krzyża w KRLD, a w 1955 Medalem 10-lecia Polski Ludowej